# Дарсбери
Дарсбери (англ. Daresbury) — деревня и гражданский приход в Хэптоне, на юго-востоке графства Чешир, в Англии. Родина английского писателя Льюиса Кэрролла. В Дарсбери есть Центр Льюиса Кэрролла.
В центре деревни находится приходская церковь Всех святых (англ. All Saints), восточное окно которой украшено изображениями героев «Алисы в стране чудес» (Джеффри Уэбб, 1935 год). Дарсбери также является избирательным участком . Однако граница прихода отличается, она больше границы округа и включает приходы Мур, Сэндимур и Престон Брук.

## Население

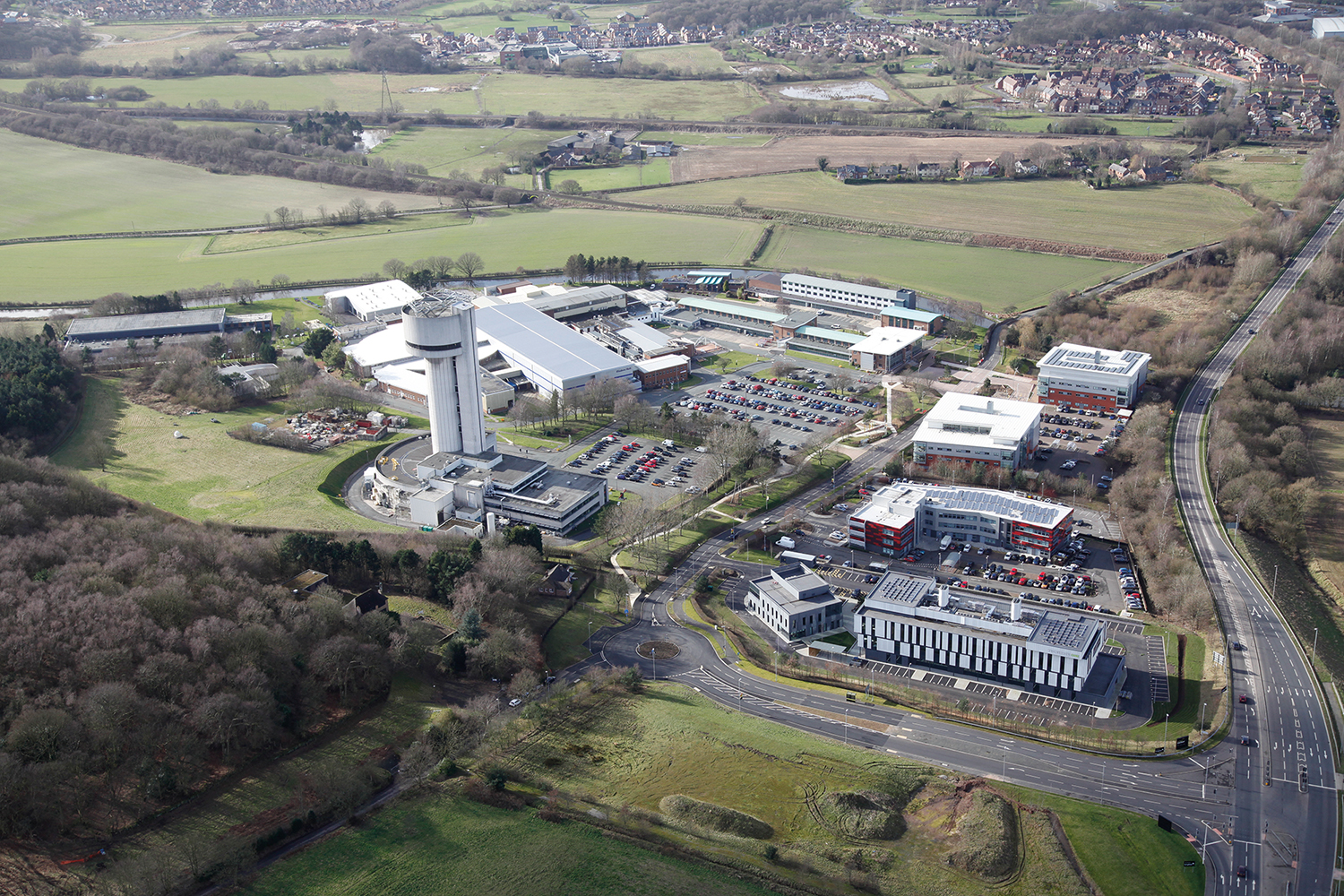
Лаборатория Дарсбери

По переписи 2011 года в Дарсбери проживало 246 человек (по сравнению с 216 в 2001 году).

## Лаборатория Дарсбери
В деревне расположена Лаборатория Дарсбери с первой установкой синхротронного излучения второго поколения (SRS), которая обеспечивала синхротронное излучение на большом количестве экспериментальных станций и имела эксплуатационные расходы примерно 20 миллионов фунтов стерлингов в год.
SRS эксплуатировалась Советом по науке и технологиям. SRS была закрыта 4 августа 2008 г. после 28 лет работы.